# 2013年の科学
2013年の科学（2013ねんのかがく）では、2013年（平成25年）の科学分野に関する出来事について記述する。

## できごと

### 1月
- 1月2日 - カリフォルニア工科大学の研究で、天の川銀河には恒星1つにつき少なくとも1つ惑星を持っており、少なくとも1000億個の太陽系外惑星が存在するという見積もりを発表した[1]。
- 1月3日 - 2011年にサハラ砂漠で発見された隕石NWA 7034を分析した結果、異常に水分を含む新たなタイプの火星の岩石であることが報告された[2]。
- 1月9日 - アルツハイマー病の治療薬としても研究されていたγ-セクレターゼ阻害剤が、内耳の有毛細胞を再生する効果があることが報告された[3]。
- 1月11日
  - マンチェスター大学の研究で、リボソームと同様の方法で複雑な分子を組み立てることができる分子機械を開発したと発表された[4]。
  - 地球に衝突するかもしれないと一時話題となった小惑星アポフィスについての新たな高精度観測が行われ、この小惑星が2036年には地球に衝突しないことがほぼ確実であることが分かった[5]。
- 1月20日 - 人の細胞の中にもグアニン四重鎖が存在していることが確認された[6]。

- 1月27日

1月20日：人の細胞中にもグアニン四重鎖が存在していることが確認された。

  - 小惑星2008 QH24が正式にウィキペディアと名付けられた[7]。
  - 政府の情報収集衛星「レーダー4号機」がH-IIAロケット22号機で打ち上げられた[8]。
- 1月30日 - 韓国の羅老号が羅老宇宙センターから打ち上げられ、人工衛星の軌道投入に成功した[9]。

### 2月
- 2月4日 - DNA鑑定の結果、2012年9月にイングランド・レスターで発掘された遺骸が、1485年に戦死したリチャード3世のものであることをレスター大学が確認した[10]。

- 2月10日

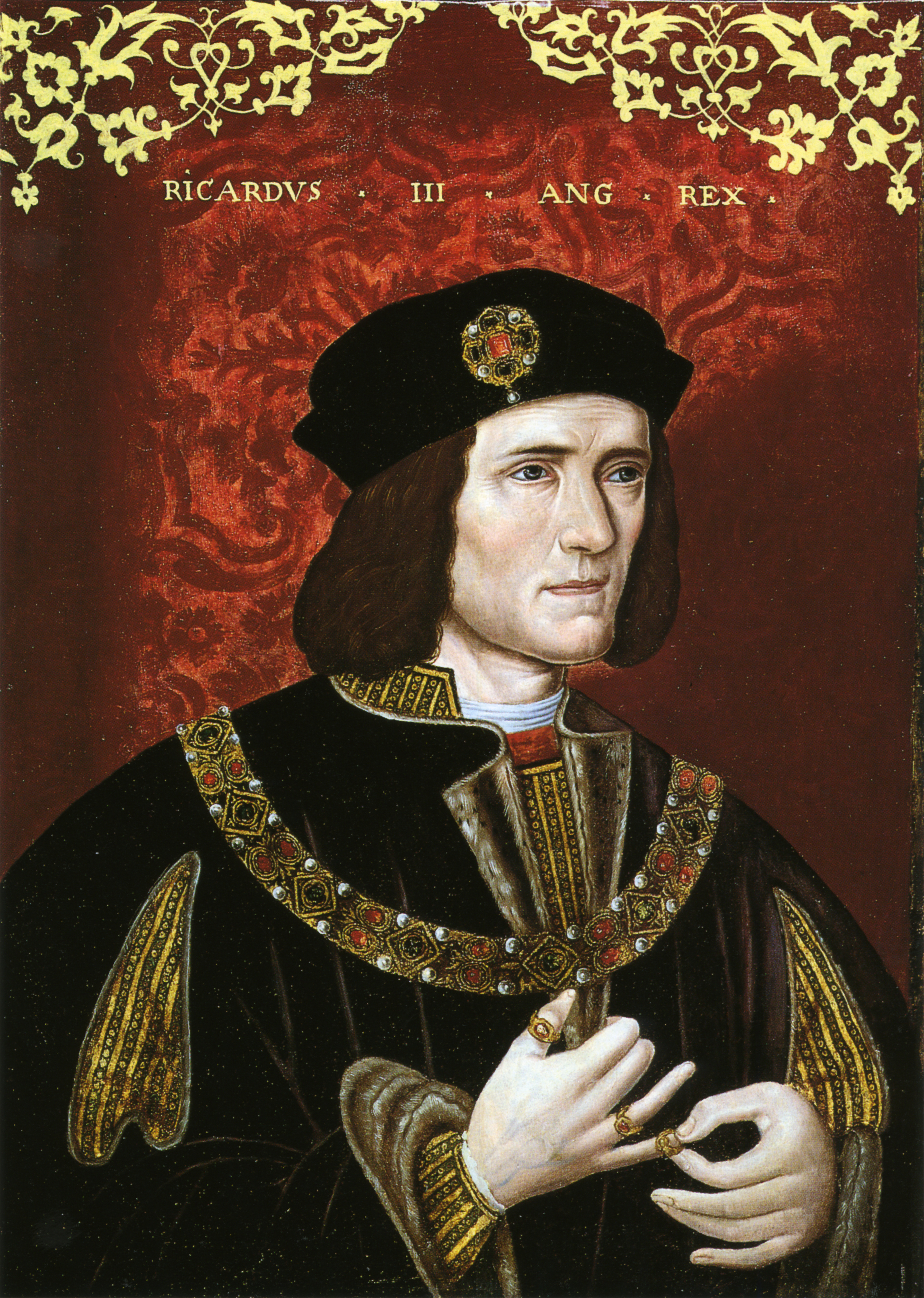
2月4日：イングランド・レスターで発掘された遺骸がリチャード三世のものであることが確認された。

  - アメリカ航空宇宙局（NASA）の火星探査車キュリオシティにより、搭載されたドリルを使って地球以外の惑星としては初めて、サンプル採取用の穴が開けられた[11][12]。
  - 遺伝子操作を施されたワクシニアウイルス株が、重度の膵臓がんの平均生存期間を3倍に伸ばす効果があることが分かった[13]。
- 2月15日 - ロシアのチェリャビンスクに隕石が落下し、1000人以上が負傷した。

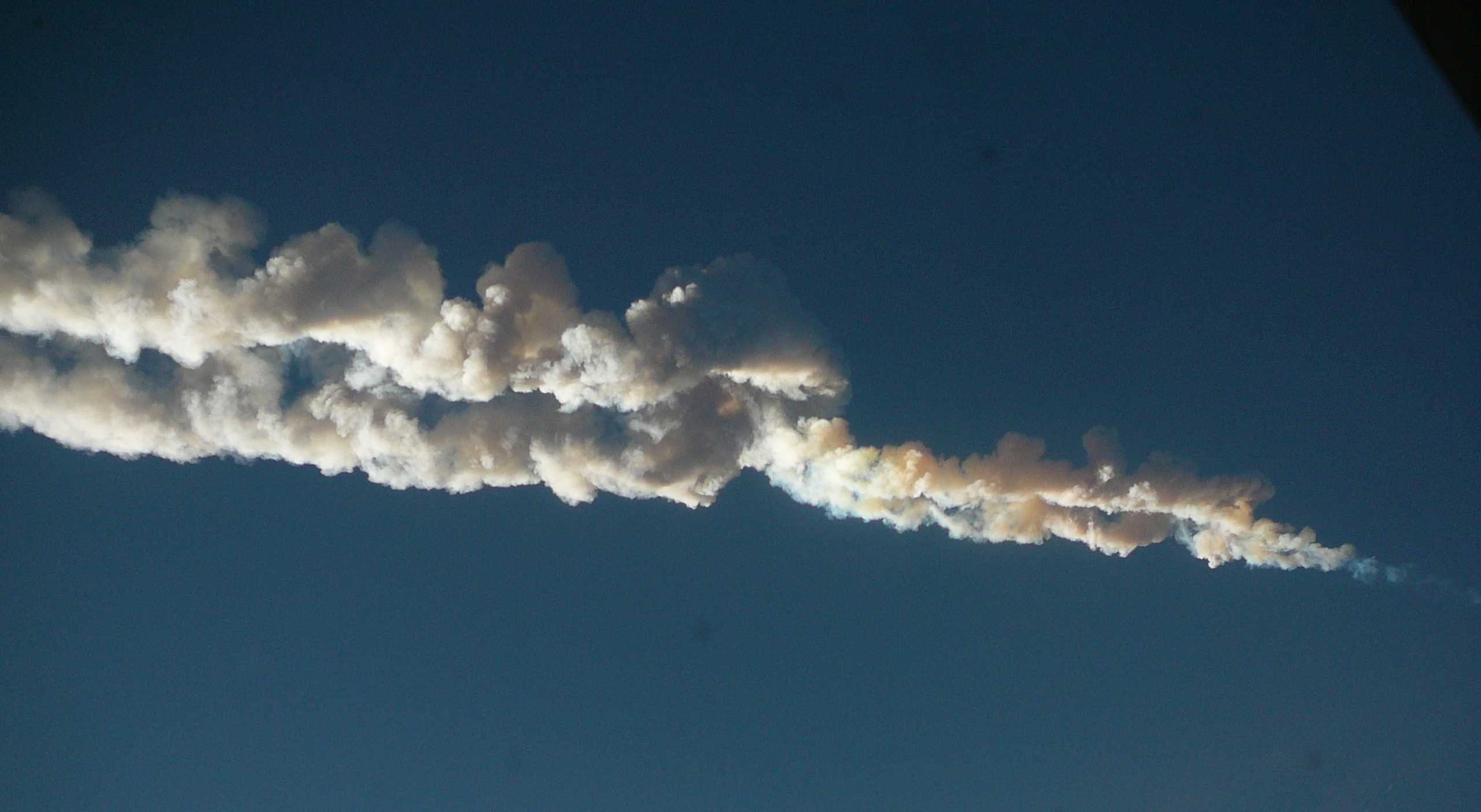
2月15日：ロシア・チェリャビンスクに隕石が落下した。

- 2月20日 - NASAが地球の月程度の大きさしかない、2013年時点で最小の太陽系外惑星となったケプラー37bを報告した[14]。
- 2月21日 - マルハナバチが花の周囲の電場を感知することができるという結果が発表された[15]。

### 3月
- 3月8日 - 理化学研究所の研究で、正常な寿命を持つ健康なクローンマウスを25世代作成することに成功し、自然に生まれた動物と同等の寿命のクローン動物を安定的に作り続けられる可能性を示した[16]。
- 3月11日 - 古代のミイラとなった人物の間でも心臓病は一般的であったという研究結果が報告された[17]。
- 3月12日 - 経済産業省は、愛知県沖約80kmの海底地層からメタンハイドレートを試験的に取り出すことに成功した[18]。海底からのガス採取は世界で初めて[19]。
- 3月13日 - チリのアルマ電波望遠鏡の完成記念式典が行われ、本格運用が始まった[20]。
- 3月14日 - 2011年以降、実験的にその存在が捉えられたとされた ヒッグス粒子に関して、より多くのデータを分析した結果、この新たな粒子が確かにヒッグス粒子であることを強く示唆する結果となったことが発表された[21]。
- 3月17日 - マリアナ海溝のチャレンジャー海淵から採取した泥を分析した結果、予想以上の酸素消費率を発見し、このような極端な環境下でも大量の微生物が生息していることが示唆された[22]。
- 3月21日 - 欧州宇宙機関(ESA)の宇宙望遠鏡プランクによる宇宙マイクロ波背景放射の全天マップが公開された。研究チームによれば、宇宙は137億9800万年±0.037億年であり、4.9%が通常の物質、26.8%が暗黒物質、68.3%が暗黒エネルギー、ハッブル定数が67.80±0.77 (km/s)/Mpcであるという結果となった[23][24]。
- 3月22日 - モロッコで発見された隕石NWA 7325は水星起源の隕石である可能性が発表された[25]。

### 4月
- 4月3日
  - 国際共同研究チームは、暗黒物質の衝突によって放出された粒子が、国際宇宙ステーションのアルファ磁気分光器によって検出された可能性があると報告された[26][27]。
  - NASAによる土星の衛星タイタンの大気を再現した研究で、大気中で複雑な有機化合物が生成する可能性があるとした結果が発表された[28]。
- 4月4日 - セントルイス・ワシントン大学などの研究で、アルツハイマー型認知症のリスク上昇と関連する遺伝子マーカーを多数特定したと発表された[29]。
- 4月9日 - BRCA2遺伝子の変異が男性の前立腺癌のリスクと重症度を高め、女性の遺伝性の乳がんと関連していることが発見された[30]。
- 4月11日 - 1971年に当時のソビエト連邦が打ち上げた火星着陸船マルス3号の残骸と思われるものが、NASAの火星探査機マーズ・リコネッサンス・オービターのカメラによる観測で発見されたと報告された[31]。
- 4月12日
  - 古代のヒト科の種アウストラロピテクス・セディバの骨格が復元され、ヒトと類人猿の両方の特徴を併せ持つことが見いだされた[32]。
  -  山形大学ナスカ研究所は、ペルーのナスカ台地中心部で、人を描いた地上絵2点を新たに発見したと発表した[33]。
- 4月15日 - マサチューセッツ総合病院の研究で、実験室で培養された腎臓をラットに移植することに成功した[34]。
- 4月17日 - 生きた化石として知られるシーラカンスのゲノムが解読された[35]。
- 4月18日 - NASAが、 ケプラー62e、ケプラー62f、ケプラー69cの3つの新たな太陽系外惑星をそれぞれの主星のハビタブルゾーン内で発見したと発表した[36][37]。
- 4月21日 - オービタル・サイエンシズが、新型ロケット「アンタレス」の打上げと、シグナスの模型の軌道投入に成功した[38]。

- 4月29日

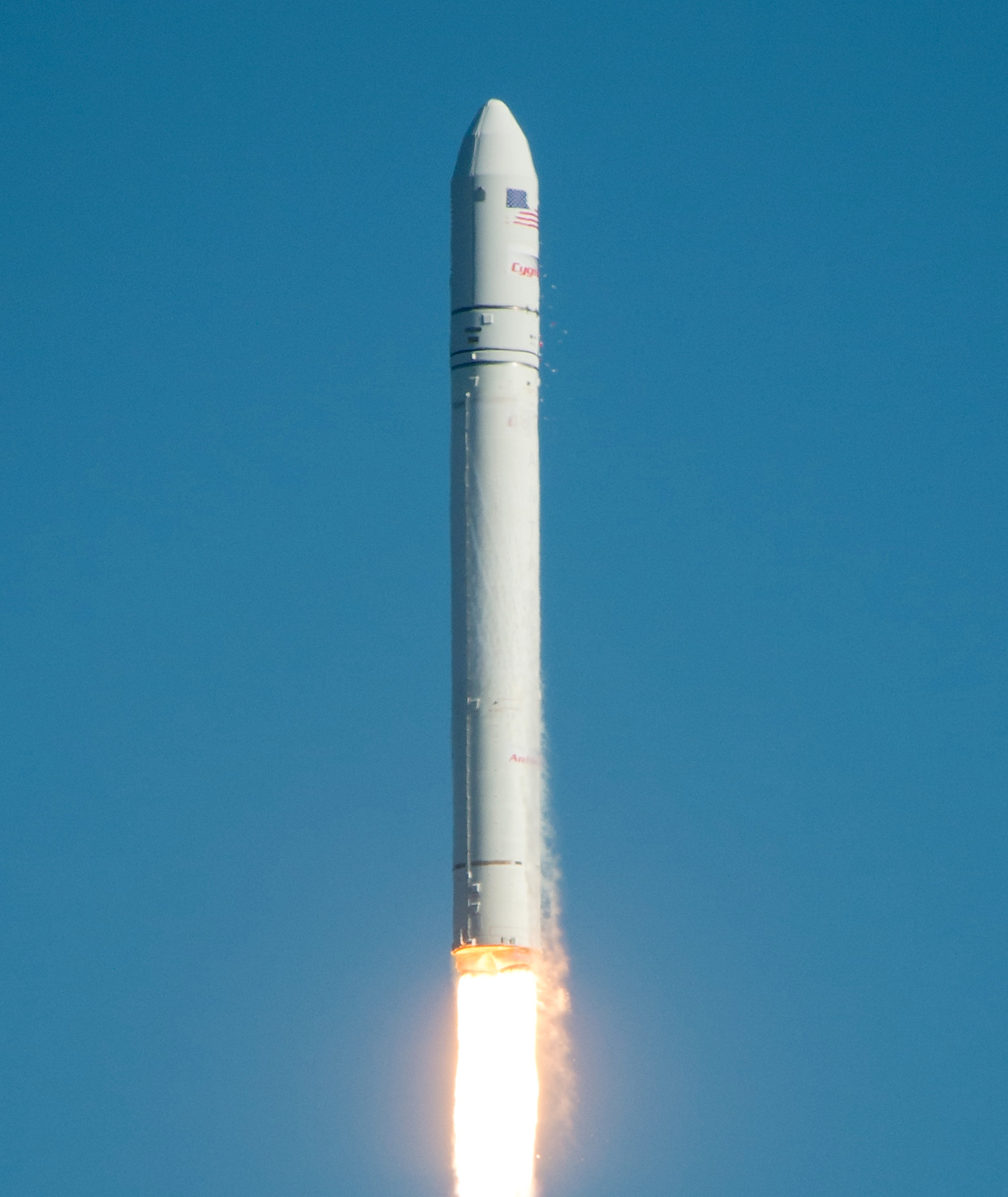
4月21日：新型ロケット「アンタレス」の初飛行が成功した。

  - ESAのハーシェル宇宙天文台について、液体ヘリウムの冷却材を使い果たし、4年にわたるミッションを終了した[39]。
  - ヴァージン・ギャラクティック社のスペースシップ・ツーがロケットエンジンによる飛行試験を実施。マッハ1.2まで加速し、高度1万7000メートルに達した。

### 5月
- 5月1日 - ディーキン大学の研究で、窒化ホウ素が汚染された水から有害な物質や油を除去するのに効果的であることを見出したと発表された[40][41]。
- 5月3日 - 最古のコエルロサウルス類の一つである、およそ1億6100万年前の恐竜アオルンの発見が発表された[42]。
- 5月9日 - ハーバード大学の研究で、老マウスの肥大した心臓の大きさや厚さを若いマウスの心臓の程度まで減少させるタンパク質「GDF-11」を発見したと発表された[43]。
- 5月10日 - ハワイのマウナ・ロアで測定される大気中の二酸化炭素濃度が、人類史上で初めて400ppmを突破したことが発表された[44]。同年には日本においても複数の観測地点において400ppmを突破したことが気象庁から発表された[45]。
- 5月15日 - NASAは、ケプラー宇宙望遠鏡のリアクションホイールに異常が発生し、休止状態であることを発表した。
- 5月21日 - 視床下部から分泌されるNF-κBと呼ばれるタンパク質をブロックすることでマウスの寿命を20%伸ばすことができたと報告された[46]。
- 5月29日 - ベルギー・ブリュッセルの自然科学研究所などの研究チームが、中国遼寧省の1億5000万年前の地層でアウロルニス・シュイと名付けた恐竜の化石を発見したことを『Nature』誌に発表した[47]。
- 5月31日 – 地球近傍小惑星の1つである1998 QE2が地球に接近した[48]。この際に行われたゴールドストーン深宇宙通信施設による観測で、この小惑星には衛星があることが明らかとなった[49]。

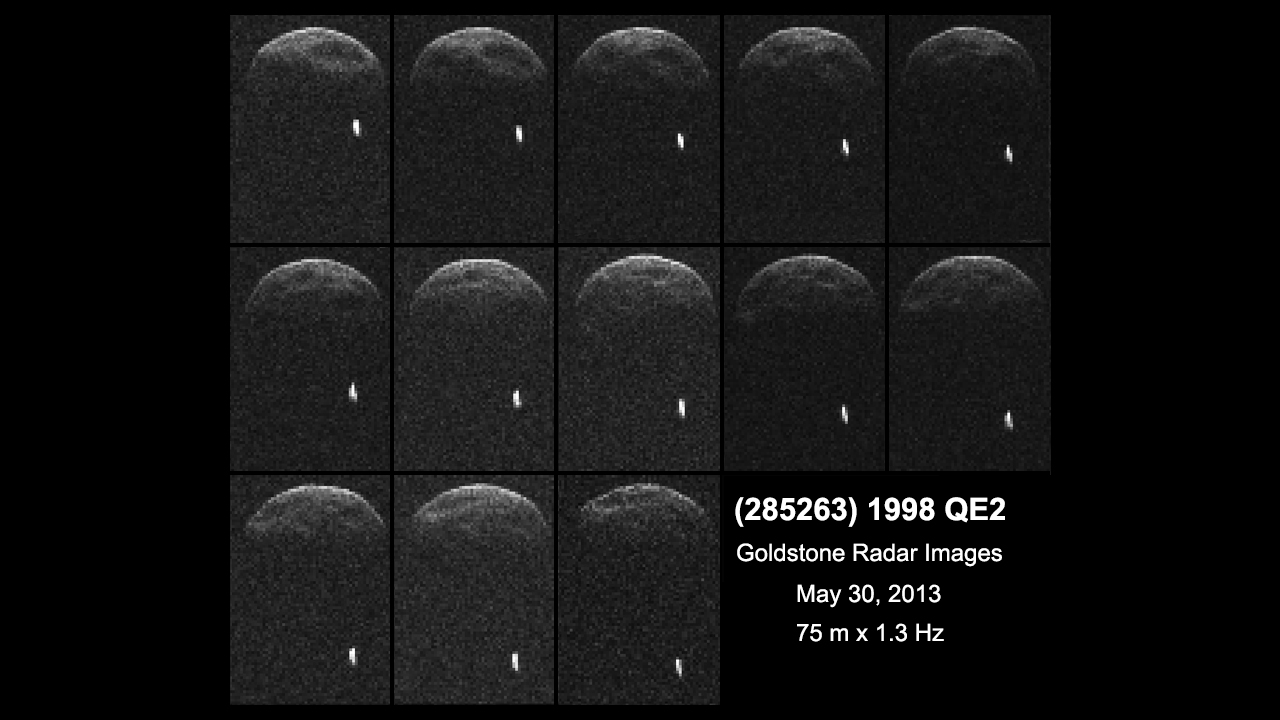
5月31日：地球近傍小惑星1998 QE2が地球に接近した。

### 6月
- 6月5日
  - グラスゴー大学などの研究で、都市環境が人間や動物の概日リズムに大きな影響を与えることが明らかとなった[50]。
  - 土星の衛星タイタンの上層の大気において、多環芳香族炭化水素が大量に存在することを検出したと報告された[51]。

- 6月11日
  - 中国国家航天局(CNSA)は、酒泉衛星発射センターより有人宇宙船神舟10号を打上げ、予定軌道への投入に成功した[52]。
  - ノッティンガム大学の研究で、人間の角膜にこれまで報告されていなかったデュア層と呼ばれる新たな層が存在することが報告された[53]。
- 6月12日 - マイアミ大学の研究で、放出音を含む言語はそうでない言語よりも一般的に標高の高い地域において話されていることが発見され、標高の違いが言語の進化と関係することが示唆された[54]。
- 6月17日
  - スーパーコンピュータのランキングTOP500が更新され、中国の「天河2号」が米国の「タイタン」の性能を上回った[55]。
  - テトラクォークもしくは中間子分子の候補であるZc(3900)が、日本のBelle実験と中国のBESIII実験でそれぞれ独立に発見された[56]。
- 6月18日
  - 通算10,000個目の地球近傍天体である小惑星2013 MZ5が発見された[57]。
  - NASAの探査衛星IBEXにより太陽系の尾ヘリオテイルが初観測されたことが明らかとなった[58][59]。
- 6月20日 - 抗生物質に銀粒子を加えることで、グラム陰性菌に対する効果が10から1,000倍改善するという結果が報告された[60]。
- 6月21日 - 植物は光合成において量子物理学的な効果を利用して効率的に光子を流していることが『サイエンス』誌に報告された[61]。
- 6月25日 - 欧州南天天文台などの研究チームは、恒星グリーゼ667Cを周回する3惑星が生命が存在し得るハビタブルゾーン内に位置していることを発表した[62]。
- 6月28日 - NASAの太陽観測衛星IRISが現地時間のこの日、ペガサスロケットによって打ち上げられた[63]。

### 7月
- 7月2日 - 国際天文学連合は、それまで仮符号で呼ばれていた冥王星の衛星をそれぞれ、S/2011 P 1をケルベロス、S/2012 P 1をステュクスと命名した[64]。
- 7月3日 - 横浜市立大学などの研究で、ヒトiPS細胞から肝臓の種である肝芽を作成し、それを肝不全マウスに移植して、肝機能を回復させることに成功した[65]。
- 7月6日 - 南極大陸のボストーク湖から得られた湖水のサンプルから、3,000を超える数の微生物のDNAの痕跡が含まれていたことが明らかとなった[66]。
- 7月11日
  - 国際研究チームは太陽系外惑星HD189733bの色が、青色（深いアジュール・ブルー）だとする研究結果を発表した。太陽系外の惑星で色が判明したのは初めてのことである[67]。
  - 遺伝子治療を用いて6人の幼児の白質ジストロフィー（英語版）の症状を治療することに成功したと発表された[68]。
- 7月15日 - NASAは、ハッブル宇宙望遠鏡の撮影画像から海王星に14個目の衛星ヒッポカンプ（直径約19km）を発見したことを発表した[69]。
- 7月17日 - 東北大学と名古屋大学の研究チームが小澤の不等式を実験により証明したと発表した[70]。
- 7月19日
  - エクス・マルセイユ大学は、長さ1 μmという既知で最大のウイルスであるパンドラウイルスを発見したと発表した[71]。
  - 日本のJ-PARC加速器で加速したニュートリノをスーパーカミオカンデで捉えるT2K実験の結果、ミューニュートリノが自発的に電子ニュートリノに変化するニュートリノ振動を確認したと発表された[72][73][74]。
  - NASAの探査機カッシーニが土星の軌道上から撮影した地球と月の画像を公開した[75]。

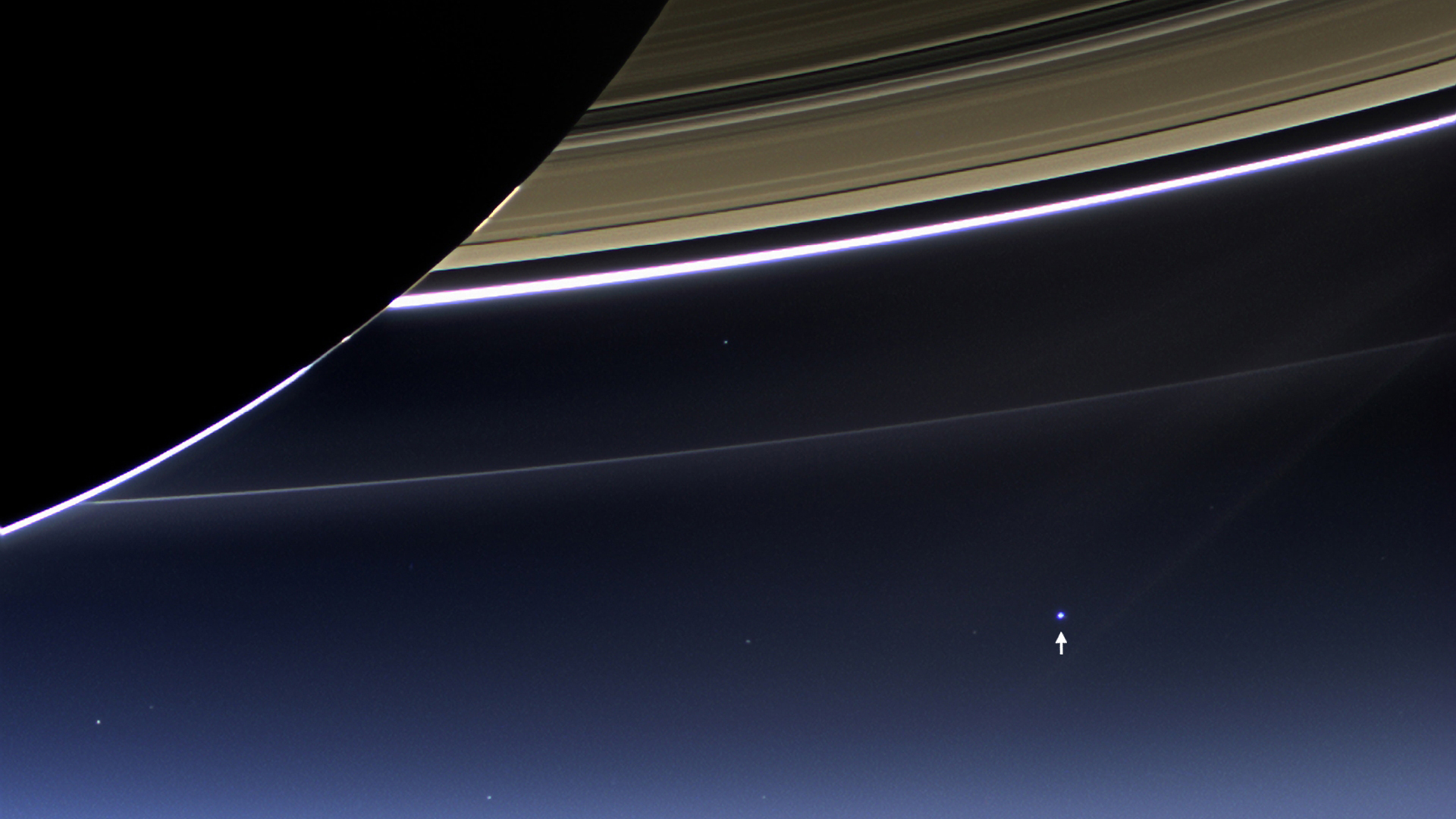
7月19日：NASAの探査機カッシーニが土星軌道上から撮影した地球と月の画像を公開。

- 7月25日 - 理化学研究所などによる研究で、光遺伝学技術によってマウスに偽の記憶を人為的に形成させることに成功したと『サイエンス』誌に報告された[76]。

### 8月
- 8月1日 - 抗がん作用を持つ化合物インゲノール 3-アンゲラートの化学合成が達成されたと発表された[77]。
- 8月15日
  - 肉食哺乳類としては35年ぶりの発見となる新種「オリンギート」が発見されたと発表された[78][79]。
  - 東京大学の研究チームが転送効率を向上させた量子テレポーテーションの実験に成功したことが『Nature』誌で発表された[80]。
- 8月27日 - ルンド大学のチームが重イオン研究所で、115番元素ウンウンペンチウムの合成実験の再現に成功したことを発表した[81]。
- 8月29日 - mTORと呼ばれる遺伝子の働きを抑えることで、マウスの平均寿命を20%伸ばすことに成功したと発表された[82]。

### 9月
- 9月6日 - NASAの月探査機LADEE（英語版）がミノタウロスVでワロップス飛行施設から打上げられた[83]。
- 9月12日 - NASAは、ボイジャー1号が2012年8月25日頃に太陽圏を脱出したことを正式に発表した[84]。
- 9月14日 - 宇宙航空研究開発機構（JAXA）は、より小型で安価な新世代のロケットであるイプシロンロケットの試験機を初めて打ち上げ、積んでいた惑星分光観測衛星「ひさき」を軌道に投入することに成功した[85][86]。

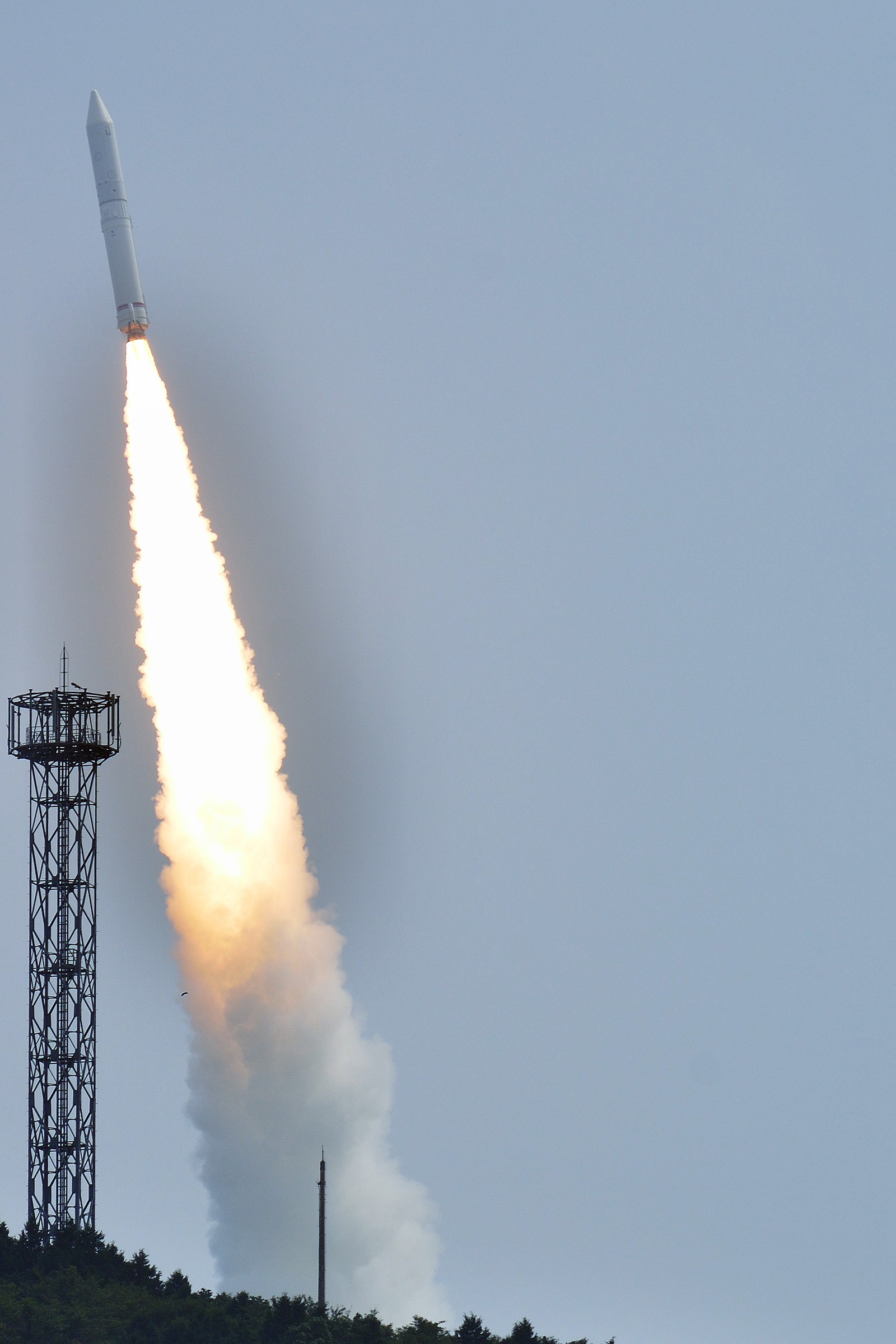
9月14日：JAXAのイプシロンロケットの試験機が、打ち上げに成功した。

- 9月19日 - NASAの火星探査車キュリオシティによる調査で、火星の大気中にはメタンがほぼ検出されなかったと報告され、その結果、火星における現在のメタン生成微生物の活動の存在確率は低下したと結論付けられた[87]。
- 9月23日 - フラウンホーファー研究機構などの研究で、44.7%の効率を記録した新たな太陽電池の開発を発表した[88]。
- 9月24日 - 新たな遺伝子分析の調査により、人類が初めて急激にその人口を増やしたのは、これまで考えられていたような新石器時代ではなく、旧石器時代（6万年～8万年前）であると結論付けた論文が発表された[89]。
- 9月26日 - NASAの火星探査車キュリオシティがゲールクレーター内のアイオリス・パルス、ロックネスト（英語版）地域の土壌サンプルから、豊富で容易にアクセスが可能な水を検出したと発表された[90][91][92]。

### 10月
- 10月1日 - チューリッヒ大学の研究で新しく発見された花粉粒の化石から、被子植物はこれまでに考えられていたよりも1億年さかのぼり、前期三畳紀かそれ以前には現れていたことが分かった[93]。
- 10月6日 - NASAは月探査機LADEE（英語版）を月周回軌道へ投入することに成功した[94]。
- 10月10日 - レスター大学などの研究で、マウスにおいてプリオン病による脳細胞の損傷を防ぐ化合物を発見したと報告された[95]。
- 10月16日 – 同年2月15日にロシア上空で大気圏に突入した、チェリャビンスク隕石の破片をロシア当局がチェバルクリ湖の湖底から引き揚げた[96]。
- 10月17日
  - ロチェスター大学などの研究で、睡眠中には脳細胞が委縮してニューロン間に隙間ができ、体液が通り抜けられるようになることで、毒素が掃除されていることが報告された[97]。
  - 10年に渡って収集されたデータから、アマゾン熱帯雨林にはおよそ1万6000種類、3900億本の植物がいると推定された[98]。
- 10月22日 - これまでに発見された太陽系外惑星の数が1,000に到達した[99]。
- 10月27日 - アルツハイマー病に関連する遺伝子が新たに報告され、その数は21個となった[100]。

### 11月
- 11月4日 - ケプラーによる観測データに基づいて、天の川銀河には地球サイズの惑星が400億個存在する可能性があると見積もられた[101]。
- 11月5日 - インド宇宙研究機関がサティシュ・ダワン宇宙センターから火星探査機マンガルヤーンを打ち上げた[102]。
- 11月18日 - NASAの火星探査機MAVENが現地時間のこの日に、ケープ・カナベラル空軍基地からアトラスVロケットで打ち上げられた[103]。
- 11月20日 - 日本の小笠原諸島にある西之島の沖で噴火が発生し、新たな陸地が形成されたことが確認された[104]。この新島は拡大を続け、同年12月に西之島に到達した[105]。

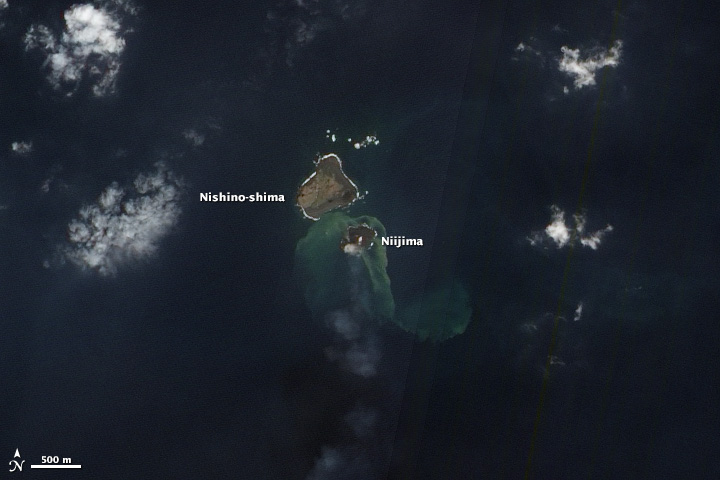
11月20日：西之島沖で噴火が発生して新島が形成された。上の画像は12月8日に撮影された衛星写真。

- 11月21日 - 同年4月27日に観測された強力なガンマ線バースト「GRB 130427A（英語版）」についてのデータが論文で公表された[106]。
- 11月22日 - ボン大学の研究で、「HLA-DRaDPb」と呼ばれる新たな受容体が発見され、その遺伝子はネアンデルタール人に由来すると示唆された[107]。

### 12月
- 12月2日
  - 中国の月探査機嫦娥3号が西昌衛星発射センターから打ち上げられた[108]。
  - 同年11月に近日点を通過したアイソン彗星が崩壊したとの見解をNASAが発表した[109]。
- 12月3日 - ハッブル宇宙望遠鏡による観測で、WASP-17b、HD209458b、WASP-12b、WASP-19b、XO-1bの5つの太陽系外惑星の大気中に水が存在している証拠を確認したと発表された[110]。
- 12月9日
  - NASAの火星探査車キュリオシティの探査に基づいて、火星にはかつて大規模な淡水湖があったと報告された[111]。
  - パーフルオロトリブチルアミン（英語版）は、二酸化炭素の7100倍もの温室効果を持つことが示された[112]。
- 12月12日 - NASAがハッブル宇宙望遠鏡による観測に基づき、木星の衛星エウロパで、土星の衛星エンケラドゥスのものと類似する水蒸気プルームが検出されたと発表された[113]。
- 12月13日 - ユニヴァーシティ・カレッジ・ロンドンなどの研究で、かに星雲の宇宙塵から水素化アルゴンという形で、アルゴン36が検出されたと報告された[114]。
- 12月14日 – 中国の無人月探査機嫦娥3号が月面の虹の入り江に到着した。アメリカ、ソ連に次いで、中国は月面に到達した3番目の国となった[115]。
- 12月16日 - ネアンデルタール人が死者を弔うために意図的に埋葬行動を実践していた証拠が、国際研究チームによって報告された[116]。
- 12月18日 - シベリアの洞窟で発見された13万年前のネアンデルタール人の足の指の骨から、ネアンデルタール人のゲノム塩基配列が報告された[117]。
- 12月19日
  - ESAが宇宙望遠鏡ガイアを打ち上げた[118]。
  - 米科学誌『サイエンス』が今年のブレークスルー・オブ・ザ・イヤーを発表した[119]。
- 12月22日 - 過去1,000年間の北半球の気候変動の原因を調べたエディンバラ大学の研究によって、太陽活動は近年の気候変動の主要な原因ではないことが明らかとなった[120]。

| No. | 今年の10大科学業績                               |
| --- | ------------------------------------------------ |
| 1   | がん免疫療法                                     |
| 2   | ゲノム上の配列編集ツール「CRISPR」               |
| 3   | ペロブスカイト結晶を使った低コストの太陽電池セル |
| 4   | 抗体の構造をもとにしたワクチン設計               |
| 5   | 大脳組織の透明化したイメージング技術「CLARITY」  |
| 6   | ヒトの肝臓、腎臓、脳などに似たミニ器官の作製     |
| 7   | 超新星爆発の残存物を宇宙線で追跡                 |
| 8   | ヒトクローン胚とそれをもとにした胚性幹細胞作製   |
| 9   | 睡眠が脳内の清掃に関わることの発見               |
| 10  | 体内細菌と健康・発病との関連の解明セル           |

## 受賞
2013年より新たに生命科学ブレイクスルー賞が設立された。
- アーベル賞 - ピエール・ドリーニュ
- チューリング賞 – レスリー・ランポート
- ラスカー賞
  - 基礎医学研究賞 – リチャード・シェラー（英語版）、トーマス・スードフ
  - 臨床医学研究賞 – グレイム・クラーク（英語版）、インゲボルグ・ホフマイヤー、ブレーク・ウィルソン（英語版）
- ガードナー国際賞 – ハーベイ・オルター、ダニエル・W・ブラッドレー（英語版）、マイケル・ホートン、スティーブン・エレッジ、グレゴリー・ウィンター
- ウルフ賞
  - ウルフ賞物理学部門 – ペーター・ツォラー、イグナシオ・シラク
  - ウルフ賞数学部門 – ジョージ・モストウ、ミハイル・アルティン
  - ウルフ賞化学部門 – ロバート・ランガー
  - ウルフ賞医学部門 – 受賞者なし
- 京都賞
  - 京都賞基礎科学部門 – 根井正利
  - 京都賞先端技術部門 – ロバート・デナード
- ショウ賞
  - 天文学 – スティーブン・バルブス（英語版）、ジョン・F・ホーリー（英語版）
  - 生命科学および医学 – ジェフリー・ホール、マイケル・ロスバッシュ、マイケル・ヤング
  - 数学 – デイヴィッド・ドノホー
- トムソン・ロイター引用栄誉賞
  - 物理学 – 細野秀雄、フランソワ・アングレール、ピーター・ヒッグス、ジェフリー・マーシー、ミシェル・マイヨール、ディディエ・ケロー
  - 化学 – ポール・アリヴィサトス、チャド・マーキン、Nadrian C. Seeman、ブルース・エイムス、M. G. Finn、Valery V. Fokin、バリー・シャープレス
  - 生理学・医学 – 大隅良典、水島昇、Daniel J. Klionsky、エイドリアン・バード、ハワード・シダー、Aharon Razin、デニス・スレイモン
- ブレイクスルー賞
  - 基礎物理学ブレイクスルー賞 – アレクサンドル・ポリャコフ
    - 特別賞 – スティーブン・ホーキング、ピーター・イェンニ（英語版）、ファビオラ・ジャノッティ、マイケル・デラ・ネグラ（英語版）、テイジンダー・ヴィルディー（英語版）、グイド・トネッリ（英語版）、ジョゼフ・インカンデラ（英語版）、リン・エバンス（英語版）

  - 生命科学ブレイクスルー賞 – コーネリア・バーグマン（英語版）、デイヴィッド・ボットシュタイン（英語版）、ルイス・カントレー、ハンス・クレヴァース、ティティア・デ・ランゲ、ナポレオーネ・フェラーラ、エリック・ランダー、チャールズ・ソーヤーズ（英語版）、バート・フォーゲルシュタイン、ロバート・ワインバーグ、山中伸弥
- ノーベル賞
  - 物理学賞 – フランソワ・アングレール、ピーター・ヒッグス
  - 化学賞 – マーティン・カープラス、マイケル・レヴィット、アリー・ウォーシェル
  - 生理学・医学賞 – ランディ・シェクマン、ジェームズ・ロスマン、トーマス・スードフ

## 死去
カッコ内は生誕年である。
- 1月9日 - 藤田良雄、日本の天文学者（* 1908年）
- 1月15日 - 辻井達一、日本の植物生態学者、湿原研究者（* 1931年）
- 2月19日 - ロバート・リチャードソン、アメリカ合衆国の物理学者、ノーベル物理学賞受賞者（* 1937年）
- 2月28日 - ドナルド・グレーザー、アメリカ合衆国の物理学者、神経科学者、ノーベル物理学賞受賞者（* 1926年）
- 3月28日 - ジョージ・E・P・ボックス（英語版）、イギリスの統計学者（* 1919年）
- 3月31日 - 柳生亮三、日本の動物学者（* 1905年）
- 4月10日 - ロバート・エドワーズ、イギリスの生物学者、ノーベル生理学・医学賞受賞者（* 1925年）
- 4月19日
  - フランソワ・ジャコブ、フランスの医師、病理学者、遺伝学者、ノーベル生理学・医学賞受賞者（* 1920年）
  - ケネス・アッペル（英語版）、アメリカ合衆国の数学者（* 1932年）
- 5月16日 - ハインリッヒ・ローラー、スイスの物理学者、ノーベル物理学賞受賞者（* 1933年）
- 5月27日 - 速水格、日本の地球科学者、古生物学者（* 1933年）
- 5月30日 - 森郁夫、日本の考古学者（* 1938年）
- 5月31日 - ジェラルド・E・ブラウン（英語版）、アメリカ合衆国の理論物理学者（* 1926年）
- 6月6日 - ジェローム・カール、アメリカ合衆国の物理化学者、ノーベル化学賞受賞者（* 1918年）
- 6月9日 - 西村昌也、日本の考古学者（* 1965年）
- 6月15日 - ケネス・ウィルソン、アメリカ合衆国の物理学者、ノーベル物理学賞受賞者（* 1936年）
- 6月20日 - 呉征鎰、中華人民共和国の植物学者（* 1916年）
- 6月29日 - マルゲリータ・アック、イタリアの天体物理学者（* 1922年）
- 7月8日 - ルビー・シェア、アメリカ合衆国の核物理学者（* 1913年）
- 7月21日 - 斎藤忠、日本の考古学者（* 1908年）
- 8月6日 - 森浩一、日本の考古学者（* 1928年）
- 8月13日 - 村山定男、日本の天文学者（* 1924年）
- 8月25日 - 服部晶夫、日本の数学者（* 1929年）
- 9月29日 - ハロルド・アグニュー、アメリカ合衆国の物理学者（* 1921年）
- 10月12日 - ジョージ・ハービッグ、アメリカ合衆国の天文学者（* 1920年）
- 10月23日 - 奥居徳昌、日本の化学者、工学者（* 1944年）
- 11月1日 - 阿部龍蔵、日本の物理学者（* 1930年）
- 11月19日 - フレデリック・サンガー、イギリスの生化学者、ノーベル化学賞受賞者（* 1932年）
- 11月23日 - 森脇和郎、日本の遺伝学者（* 1930年）
- 11月24日 - 井草準一、日本の数学者（* 1924年）
- 12月15日 - 浅田浩二、日本の農芸化学者（* 1933年）
- 12月16日 - 高橋理明、日本のウイルス学者（* 1928年）
- 12月24日 - 関集三、日本の物理化学者（* 1915年）